# Regeringskonferensen om den gemensamma marknaden och Euratom
Regeringskonferensen om den gemensamma marknaden och Euratom var en regeringskonferens som inleddes den 26 juni 1956 inom Europeiska kol- och stålgemenskapen. Konferensen sammankallades av Venedigkonferensen med syfte att slutföra förhandlingarna om upprättandet av Europeiska ekonomiska gemenskapen och Europeiska atomenergigemenskapen.
Regeringskonferensen leddes av Belgiens utrikesminister Paul-Henri Spaak, som även hade lett Spaak-kommittén, vars rapport låg till grund för regeringskonferensens arbete. Förhandlingarna mellan medlemsstaterna avslutades i mars 1957, då Romfördragen undertecknades. Detta ledde till upprättandet av de två gemenskaperna den 1 januari 1958.